# Acrosomoides tetraedrus
Acrosomoides tetraedrus är en spindelart som först beskrevs av Charles Athanase Walckenaer 1842.  Acrosomoides tetraedrus ingår i släktet Acrosomoides och familjen hjulspindlar. Inga underarter finns listade i Catalogue of Life.